# Esperanza Spalding
Esperanza Spalding (ur. 18 października 1984 w Portland) – amerykańska wokalistka i kontrabasistka jazzowa. Absolwentka Berklee College of Music. Laureatka Grammy w kategorii „Najlepszy debiut” w 2011 roku oraz dwóch w 2013.

## Dyskografia
Albumy solowe
- Junjo (2006)
- Esperanza (2008)
- Chamber Music Society (2010)
- Radio Music Society (2012)
- Emily's D+Evolution (2016)

Esperanza Spalding z Noise for Pretend
- Blanket Music/Noise For Pretend (2001)
- Happy You Near (2002)

Esperanza Spalding ze Stanleyem Clarkiem
- The Toys of Men (2007)

Esperanza Spalding z Nando Michelin Trio
- Duende (2006)

Esperanza Spalding z M. Ward
- Transfiguration of Vincent (2003)

## Filmografia
- „Wayne Shorter: Zero Gravity” (2015, film dokumentalny, reżyseria: Dorsay Alavi)[3]